# Surto psicótico

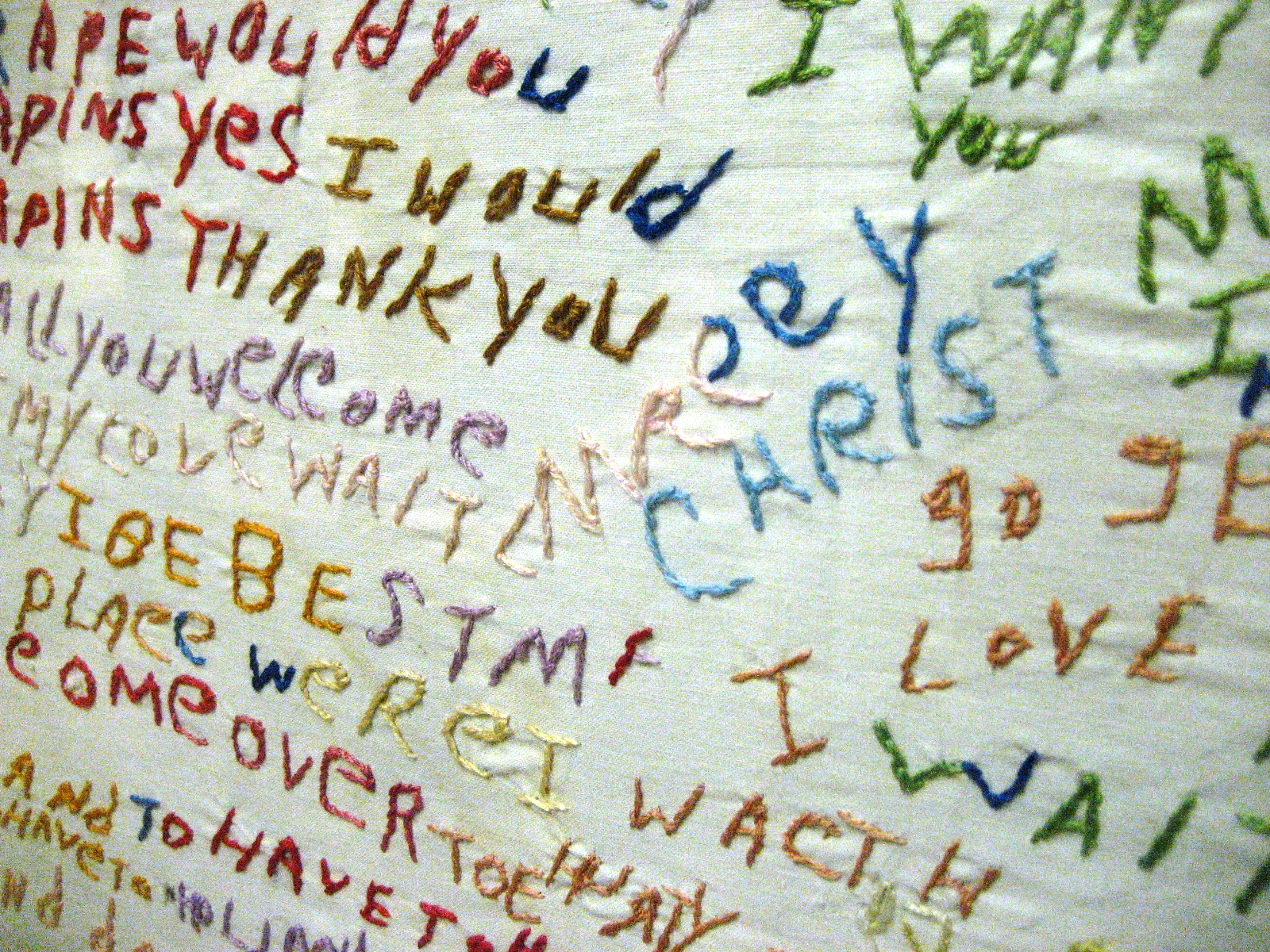
Dos pacientes que passam por um surto psicótico, 95% eventualmente sofrem com novos surtos.

Episódio ou surto psicótico é um estado de desorganização da representação da realidade, desencadeado diante de uma vivência não significável a partir dos recursos representativos possuídos pelo indivíduo, desenvolvidos em um momento crítico da neurogênese na primeira infância. A  fim de poder entender uma vivência que se mostrou irrepresentável psiquicamente, uma busca por padrões concebíveis é tentada, sem sucesso, pelo sistema nervoso da pessoa, que leva a contínuas mudanças de representações perceptivas em busca de formas um pouco mais estáveis, que lhe permita reconhecer e se relacionar com a realidade.
Os padrões psíquicos reconstruídos com frequência fogem às representações socialmente difundidas, fazendo com que os comportamentos verbais e não-verbais apresentados pelo psicótico causem estranhamento e incompreensão até às pessoas próximas.
Começar o tratamento nos primeiros surtos evita sérias complicações e agravamento da psicose. Quanto mais cedo começarem o tratamento melhor o prognóstico do paciente.

## Ocorrência
Os surtos são comuns na esquizofrenia e podem ocorrer na fase maníaca aguda do transtorno bipolar ou em alguns de transtorno da personalidade limítrofe, também conhecida como síndrome de borderline. Também podem ser desencadeados por substâncias psicoativas, como álcool, crack, anfetamina, cocaína, etc.

## Características
Durante o surto podem ocorrer manifestações de paranóia, alucinações e delírios.
O surto geralmente dura algumas semanas e pode ser encurtado de acordo com a medicação administrada. A medicação também pode impedir um surto ou torná-lo menos grave se ocorrer. Normalmente o surto é precedido por comportamentos estranhos do indivíduo, que só podem ser detectados poucos dias antes que este entre em crise. Sendo assim, é muito importante acompanhar pacientes nesta situação a fim de medicá-los antes do início do surto.
Nos casos do transtorno da personalidade limítrofe, os surtos são mais curtos e intensos, e podem durar apenas alguns minutos ou horas.
Segundo o DSM IV, um dos sintomas para se diagnosticar esquizofrenia é a duração do surto de, no mínimo, seis meses.
Não pode ser transmitida para outras pessoas, é uma desorganização mental grave e não tem poder para induzir outras mentes a fazer o mesmo.
Quando os surtos psicóticos começam antes dos 30 anos o prognóstico é pior. A idade de início da esquizofrenia no homem (15 a 25 anos) é menor que na mulher (25 a 35 anos). Isso ocorre pelas diferenças entre fontes de estresse e hormônios entre homens e mulheres.

## Início da esquizofrenia
Sintomas comuns de início de esquizofrenia incluem:
- Regressão;
- Confusão mental;
- Transtornos de ansiedade que progridem para estado de pânico;
- Delirium;
- Delírio;
- Excitação motora;
- Insônia e;
- Catatonia.

O surto psicótico é um importante preditor de esquizofrenia. É importante que nos primeiros surtos psicóticos haja uma intervenção na família, pois os surtos são altamente desestruturantes da estrutura familiar e a participação da família é essencial no tratamento das psicoses.